# Sheldahl
Sheldahl è un comune degli Stati Uniti d'America, situato nello Stato dell'Iowa, diviso tra la contea di Story, la contea di Polk e la contea di Boone.